# Bugatti Type 46

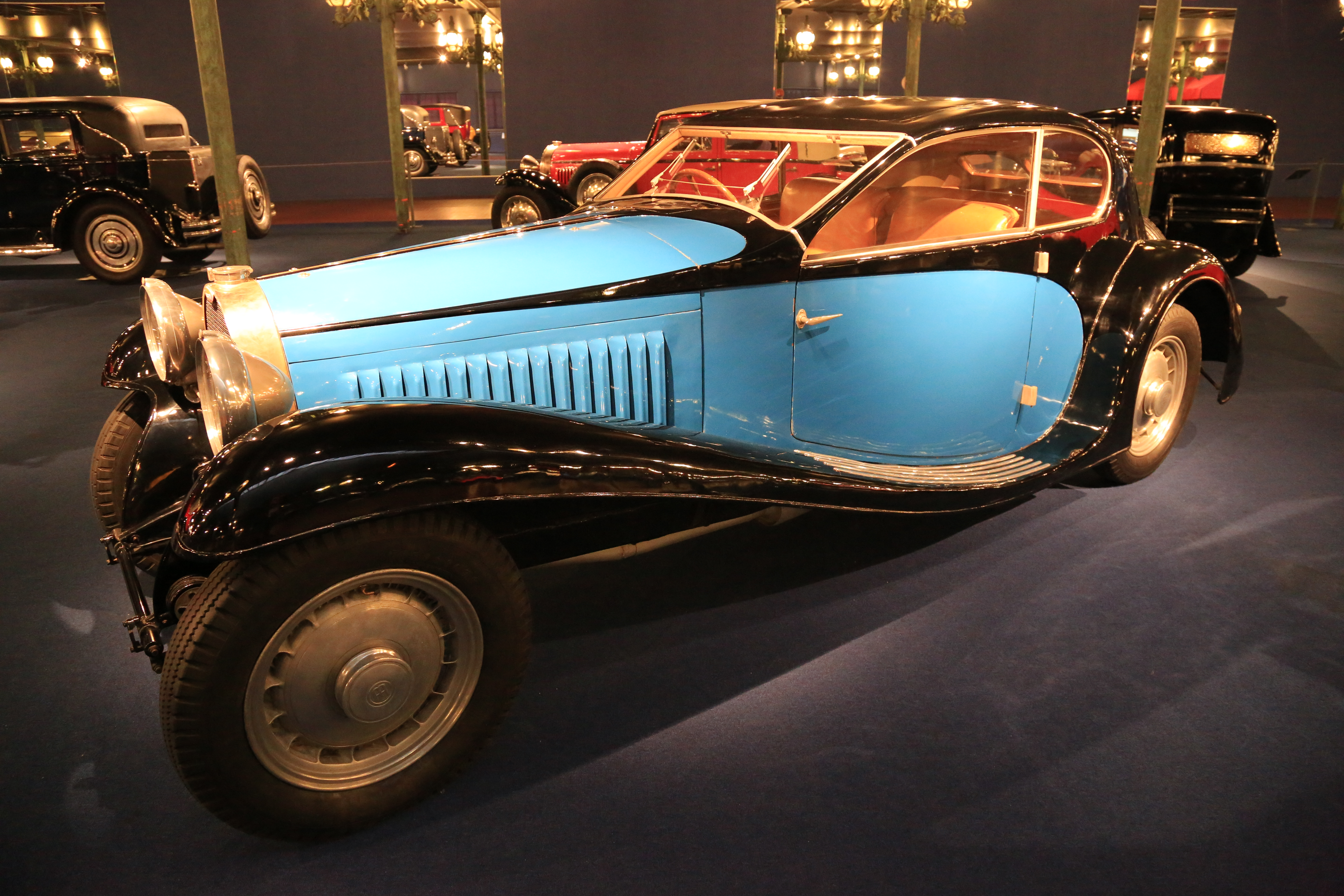
Als Coupé

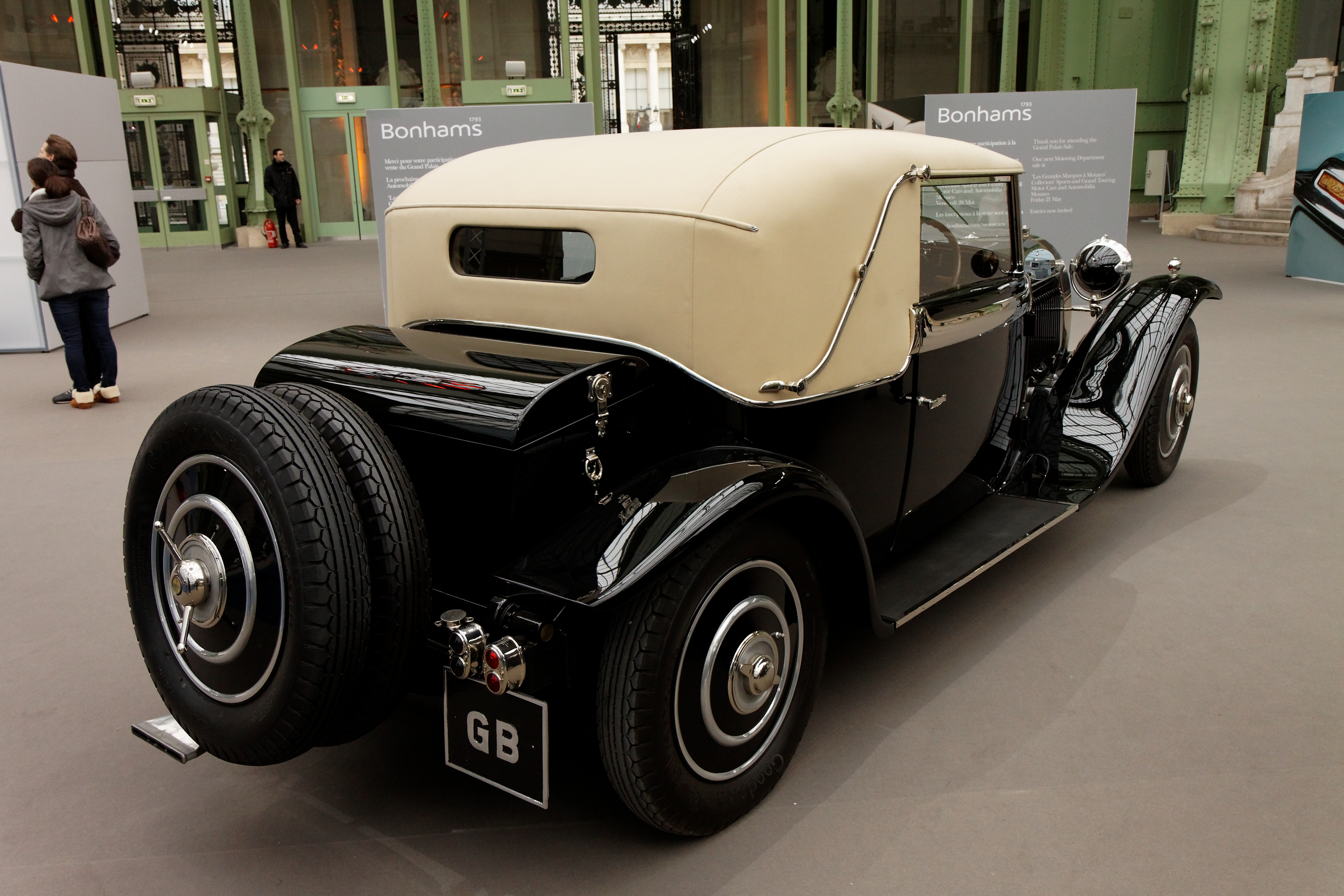
Als Faux-Cabriolet

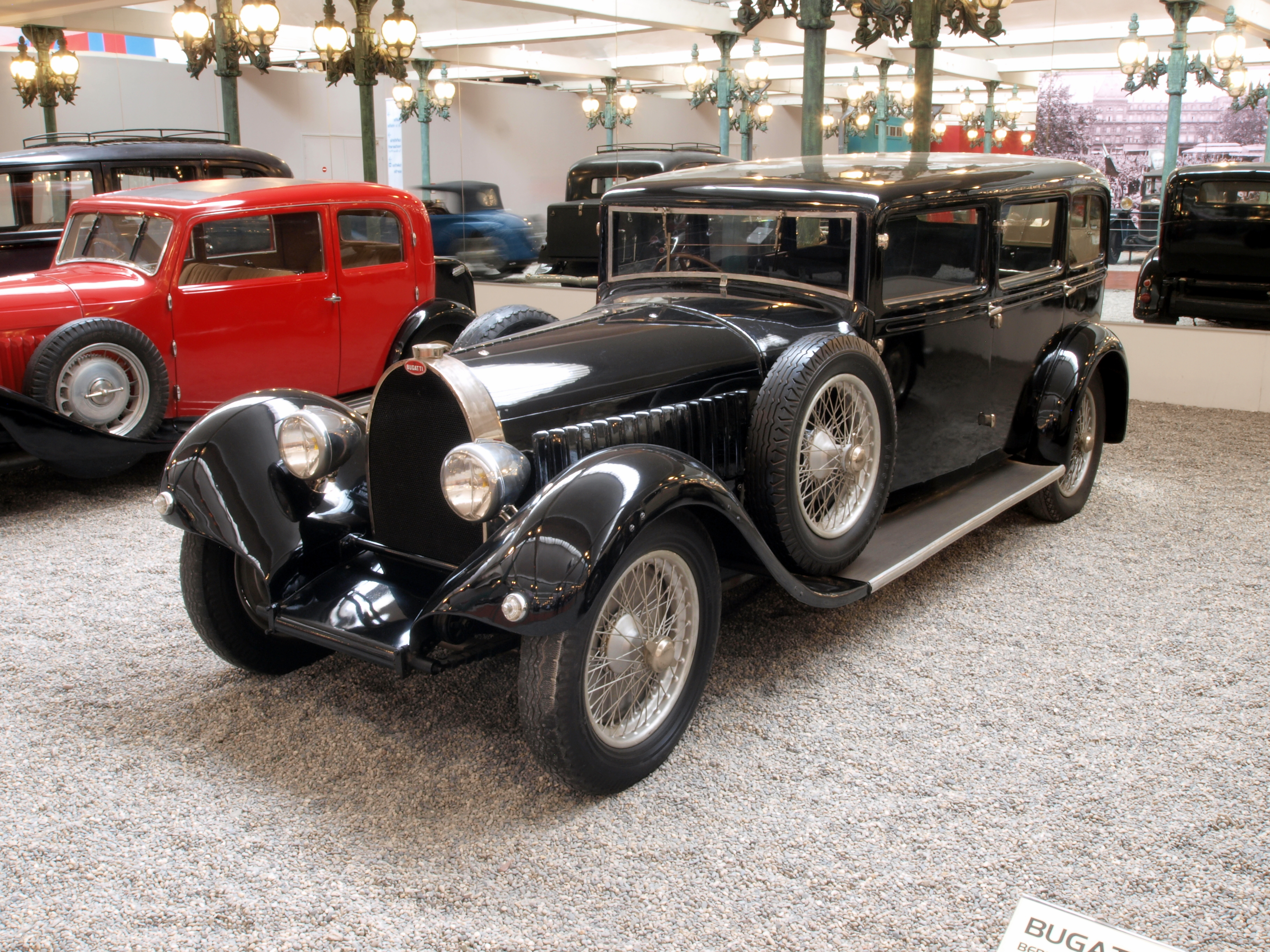
Als Pullman-Limousine

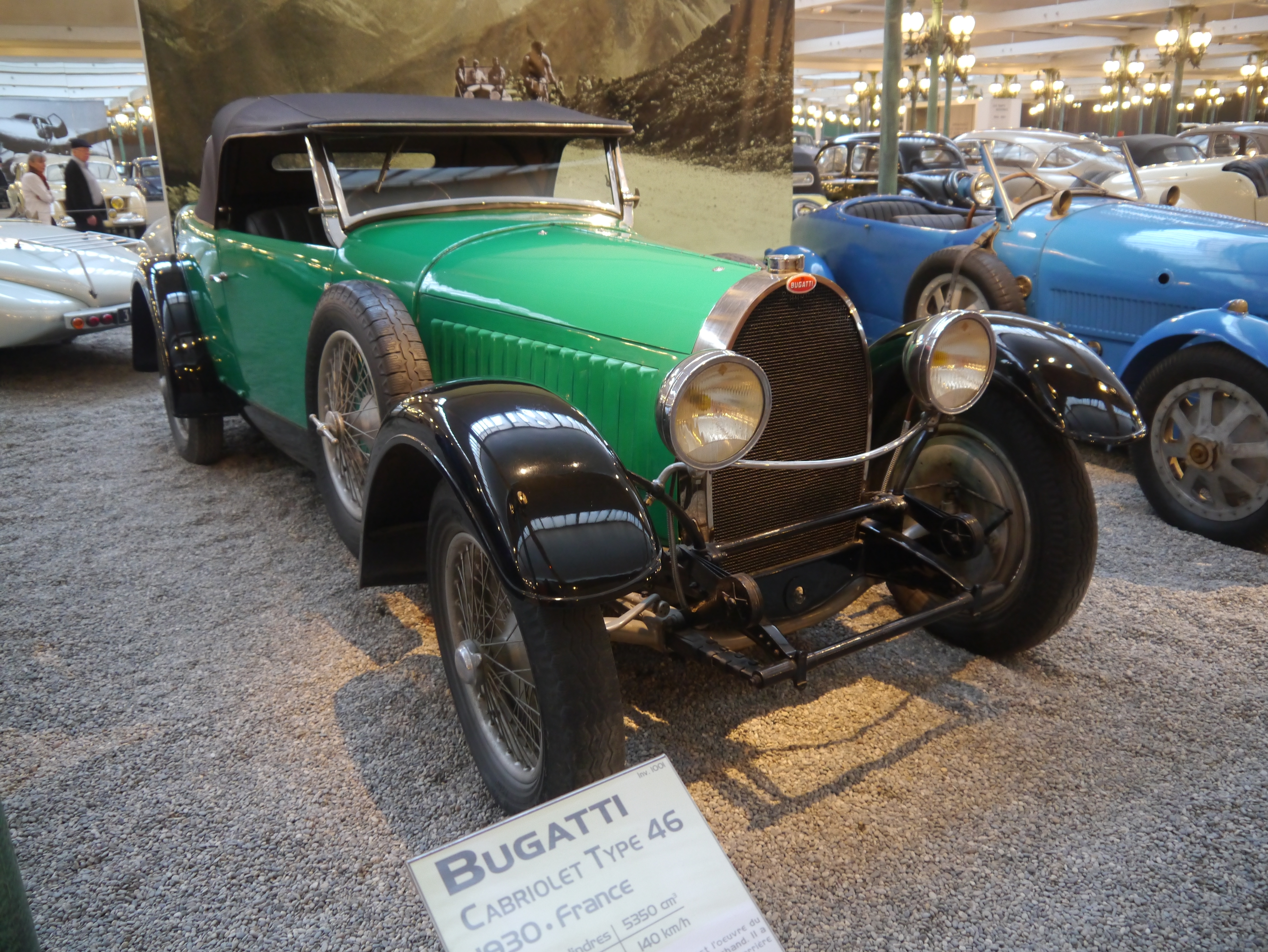
Als Cabriolet

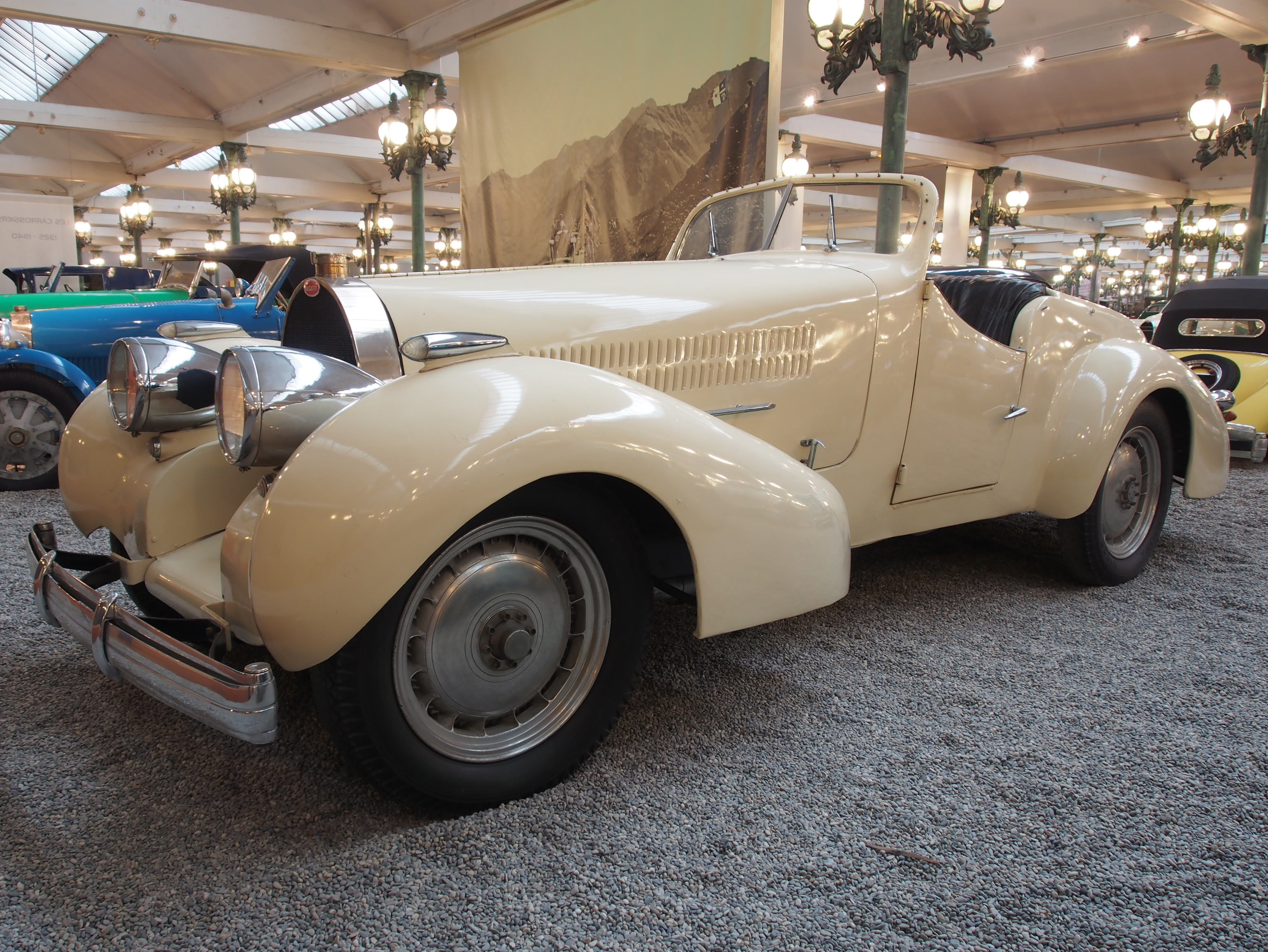
Als Roadster

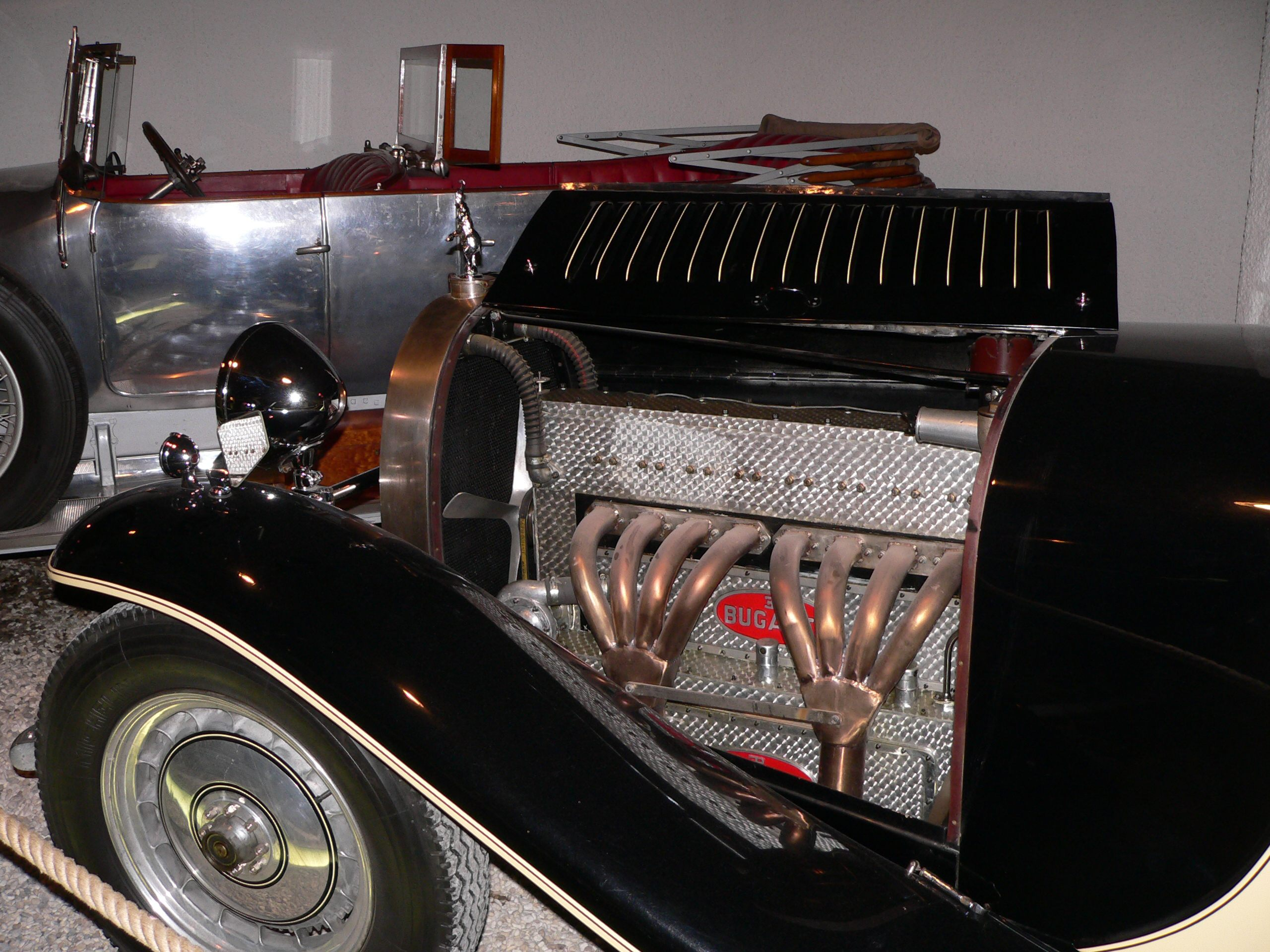
Blick auf den Motor

Der Bugatti Type 46 ist ein Pkw-Modell des ehemaligen französischen Automobilherstellers Bugatti.

## Modellgeschichte
Ettore Bugatti hatte 1926 mit dem Type 41 „Royale“ ein sehr großes Fahrzeug der Oberklasse herausgebracht, das kein kommerzieller Erfolg war. Daraufhin beschloss er, eine kleinere und besser verkäufliche Version zu entwerfen. Das Ergebnis war der 1929 auf dem Pariser Autosalon vorgestellte Type 46. Er übernahm wesentliche Konstruktionsmerkmale des „Royale“, allerdings waren sie kleiner dimensioniert. Der Spitzname „Petite Royale“, also „Kleiner Royale“, war mithin keineswegs aus der Luft gegriffen.
Entstanden ist ein typischer Vertreter der französischen „Grandes Routières“ – sportlicher, großer Reisewagen für eine reiche Kundenschicht. Ab 1930 übernahm Jean Bugatti mehr Verantwortung. Zu den Veränderungen, die er – mit Billigung seines Vaters – durchsetzte, gehörten „zivilisiertere“, komfortablere und zuverlässigere Fahrzeuge.

## Technik

### Motor
Der Type 46 hat einen für Bugatti typischen Achtzylinder-Reihenmotor. 81 mm Bohrung und 130 mm Hub ergeben 5359 cm³ Hubraum. Der Motorblock ist in Monoblock-Bauweise (ohne abnehmbaren Zylinderkopf) aus Aluminium ausgeführt und mit Zapfenschliff verziert. Er hat eine obenliegende Nockenwelle und, ebenfalls typisch für die Bugatti-Motoren jener Zeit, drei Ventile pro Zylinder. Es sind zwei Einlassventile und ein Auslassventil. Die massive Kurbelwelle ist neunfach gelagert. Der Motor ist wassergekühlt. Die Leistung für die Standardausführung liegt bei 140 PS.

### Kraftübertragung
Der Type 46 hat einen sehr elastischen Motor, daher reicht ein hauseigenes Dreiganggetriebe aus, das bei Bugatti traditionsgemäß nicht mit dem Motor verblockt ist. Die Motorleistung wird über eine Kardanwelle zur Hinterachse übertragen. Die Kupplung ist eine Mehrscheiben-Trockenkupplung.

### Fahrgestell
Ein konventioneller Leiterrahmen mit Querstreben bildet das Gerüst. Der Motorblock trägt zur Stabilität des vorderen Teils bei. Das Fahrzeug hat vorn und hinten Starrachsen, die vorn mit Halbelliptik- und hinten mit Viertelelliptik-Blattfedern aufgehängt sind, und rundum große selbstnachstellende Trommelbremsen mit Kabelzugbetätigung. Zur Standardausrüstung gehörten 16-Zoll-Drahtspeichenräder von Rudge, allerdings waren Räder aus Aluminiumguss ähnlich jener des Types 41 erhältlich.
Das Fahrgestell hat 350 cm Radstand und 140 cm Spurweite. Die Fahrzeuge waren zwischen 458 cm und 465 cm lang und 159 cm breit. Das Fahrgestell wiegt 1080 kg bei der normalen Ausführung. Eine andere Quelle gibt 1150 kg an. Das Leergewicht der Komplettfahrzeuge lag bei etwa 1500 kg. Die Höchstgeschwindigkeit liegt bei etwa 140 km/h. Als Aufbauten sind Limousine, Coupé, Pullman-Limousine, Cabriolet, Roadster und Tourenwagen bekannt. Viele Karosserien entstanden bei externen Karosseriebauunternehmen.
1930 kostete das Fahrgestell im Deutschen Reich 17.000 Reichsmark.

## Type 46 S
1931 erschien der Type 46 S als Sportversion. Ein Roots-Kompressor sorgt für eine Leistung von 160 PS. Das Fahrgestell wiegt 1150 kg. Als Höchstgeschwindigkeit sind 152 km/h und 160 km/h angegeben.
Der Preis lag 4000 RM höher als für den Type 46.

## Bauzeit und Stückzahlen
1936 endete die Produktion. Es gab keinen direkten Nachfolger.
Wie so häufig bei Fahrzeugen von Bugatti gibt es zur Stückzahl unterschiedliche Angaben.
Eine Quelle gibt 350 bis 400 Fahrzeuge der Standardausführung plus 15 bis 20 vom Type 46 S an. Eine zweite Quelle meint, es waren 350 plus 15 bis 20. Eine dritte Quelle nennt insgesamt 400, worin etwa 15 Fahrzeuge mit Kompressor enthalten sind. Eine vierte Quelle gibt insgesamt etwa 400 Fahrzeuge an, darunter 18 der Sportausführung. Die Internetseite conceptcarz nennt 444, darunter 18 vom Type 46 S. Auf bugatti.com sind etwa 450 Fahrzeuge angegeben.
Vier Fahrgestelle standen in den frühen 1950er Jahren immer noch unverkauft in Molsheim.
51 Fahrzeuge existieren noch.

## Der Type 46 heute
Bei internationalen Auktionen taucht gelegentlich ein Fahrzeug auf. Zwischen 2011 und 2018 wurden Preise zwischen 366.380 US-Dollar und 1.017.500 Dollar erzielt.
2017 erzielte Bonhams vergleichsweise geringe 310.363 Euro für eine zweitürige Limousine mit Weymann-Karosserie, obwohl das Fahrzeug eine nennenswerte Historie aufweist.
2020 wurde das Fahrzeug mit der Fahrgestellnummer 46166 aus dem Baujahr 1932 mit einer Karosserie als Coupé de Ville für 690.000 Euro angeboten.